# Enrique José Varona
Enrique José Varona (Camagüey, 13 de abril de 1849-La Habana, 19 de noviembre de 1933) fue un escritor, filósofo, pensador, pedagogo, militar y político cubano que participó en la Guerra de los Diez Años y muchos años después fue vicepresidente de Cuba.

## Biografía
Nace en Santa María de Puerto Príncipe, en la provincia de Camagüey, el 13 de abril de 1849, cursó su primera enseñanza en su provincia natal y poco después en La Habana. En 1868 al estallar la Guerra de los Diez Años se incorpora al campo de batalla, al finalizar esta en 1878 con el Pacto del Zanjón, se une al movimiento autonómico y reinicia sus actividades literarias las que se vuelven más intensas, dicta y publica en La Habana sus célebres «Conferencias Filosóficas sobre Lógica, Psicología y Moral», más tarde ante el fracaso de su gestión como diputado a las Cortes de España representando a Cuba, rompe con el autonomismo. Entre 1885 y 1895 colabora con El Libre Pensamiento, La Habana Elegante, La Ilustración Cubana y La Revista Cubana, en la que publica varios trabajos de carácter filosófico, político, literario y científico.
A solicitud de José Martí en 1895, asume en Nueva York la redacción del periódico Patria, órgano oficial del independentista Partido Revolucionario Cubano (PRC), y en 1896 pronuncia la conferencia «El Fracaso Colonial de España». Durante la ocupación norteamericana desempeña el cargo de secretario de Hacienda y posteriormente el de Instrucción Pública y Bellas Artes, implantando la modernización de la enseñanza mediante el Plan Varona.
Con el establecimiento de la República en 1902 se dedica íntegramente a su labor como catedrático de la Universidad de La Habana, reedita sus conferencias filosóficas actualizándolas con lo más avanzado del pensamiento de principios de siglo, regresa a la política y funda el Partido Conservador Nacional, y asume la vicepresidencia de la República durante el gobierno de Mario García Menocal (1913-1917). Sin embargo, frustrado por la realidad social y el comienzo de la Primera Guerra Mundial entra en un periodo de un marcado carácter escéptico que se plasma en sus aforismos de su obra Con el eslabón. 
En 1921 pronuncia su discurso «El imperialismo yanqui en Cuba». Y también colabora en la Revista Bimestre Cubana, fue presidente de honor de la Academia de Historia y miembro de la Academia de Artes y Letras. En 1923 preside en La Habana, a solicitud del líder estudiantil comunista Julio Antonio Mella, el acto de fundación de la Federación Estudiantil Universitaria (FEU). En sus últimos años de vida se convirtió en el mentor y maestro de los jóvenes universitarios cubanos, por su actitud ante la suspensión del homenaje a Rafael Trejo González, apoya el movimiento de la reforma universitaria y la luchas de los jóvenes por derrocar la dictadura de Gerardo Machado. Fallece el 19 de noviembre de 1933, en su casa de El Vedado.
Fue abuelo de Dora Varona, viuda del escritor peruano Ciro Alegría, autor de El mundo es ancho y ajeno, La serpiente de oro y Los perros hambrientos. 

## Pensamiento

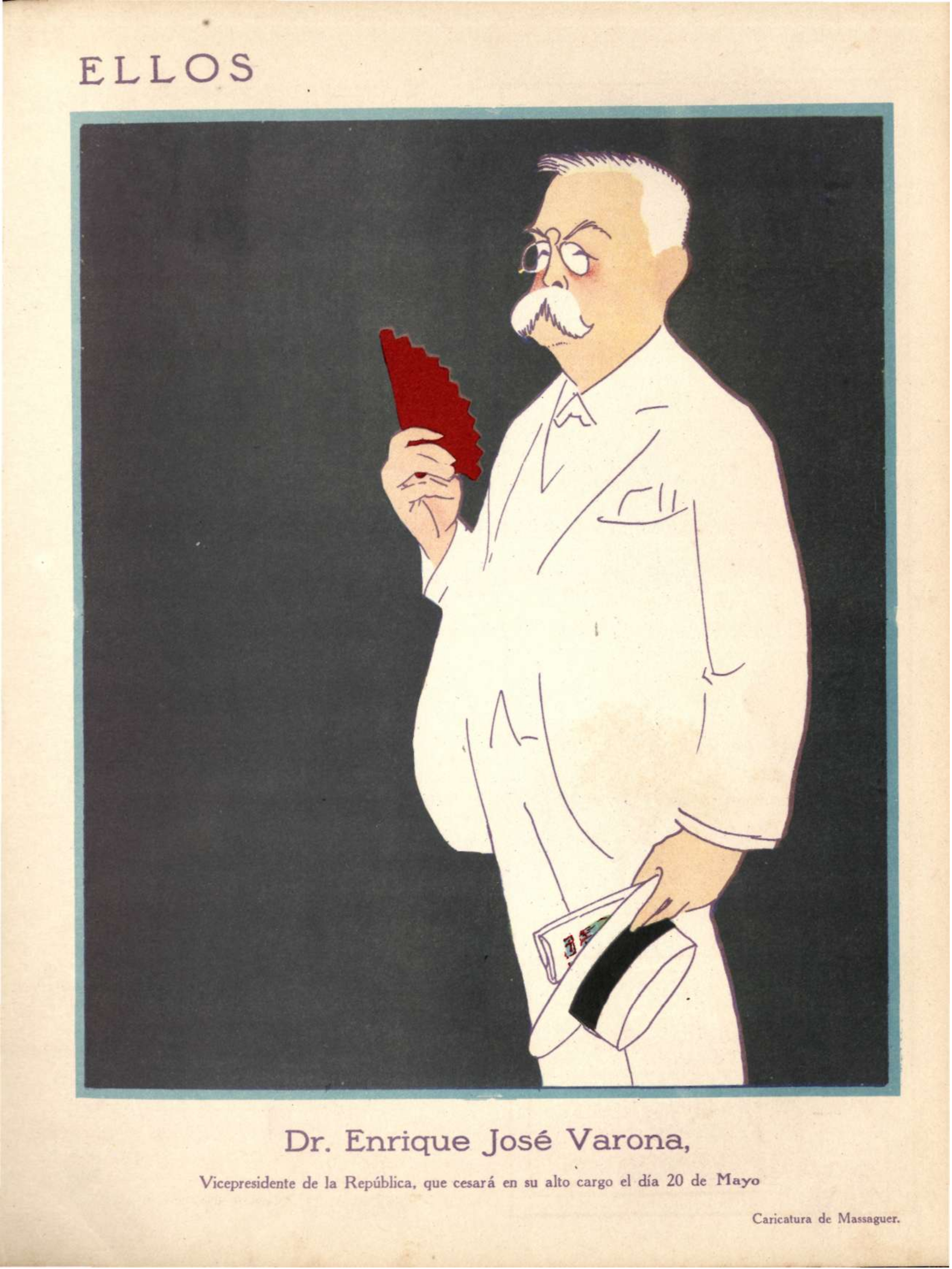
Retratado por Massaguer en la revista Social (1917)

El pensamiento de Varona estuvo muy marcado por las influencias de su época, al principio fue la huella dejada por Félix Varela y José de la Luz y Caballero, los que influenciaron un pensamiento humanista, idealista, con una marcada postura positivista, sin embargo, a medida que avanza el nuevo siglo y más precisamente al abandonar la vicepresidencia de la República en 1921, aparecen en él manifestaciones de pesimismo (ver Nihilismo), y en las que se aprecia la impronta de Nietzsche, algunos estudiosos de su obra lo han catalogado como un «escéptico creador». Solo al final de su vida parece haber recobrado el optimismo en un momento en que las luchas estudiantiles contra la dictadura de Machado lo convierten en mentor y guía de las juventudes estudiantiles universitarias.
La enseñanza para él ocupaba un lugar primordial en la sociedad, y la enseñanza apoyada por recursos y valores modernos y científicos, su concepción de la educación estaba en avance con su época en Cuba, apoyó siempre la modernidad, la ciencia, la enseñanza y la democracia como pilares fundamentales del bienestar de una nación.

Que se haga descansar toda la obra de nuestra enseñanza sobre una base estrictamente científica para que sea objetiva, experimental y práctica, hacer que el adolescente adquiera sus conocimientos del mundo, del hombre y de la sociedad de un modo principalmente directo y no de la manera reflejada en los libros y las lecciones puramente verbales, es preparar a los hombres para la activa competencia a que obliga la multiplicidad de relaciones de la vida moderna no espíritus para la especulación fantástica.

Varona analizó el conflicto entre las dos Américas y remarcó que este no era simplemente económico, político o militar, sino un problema de desarrollo económico y cultural, y exaltó siempre que pudo el extraordinario valor de la cultura latinoamericana.
Compartió las tesis spencerianas de la defensa del individuo frente al Estado, pero las luchas políticas en Cuba lo llevaron a cambiar de opinión y considerar que al menos en la situación cubana el Estado debía ser centralizado con energía por el poder ejecutivo, el Estado no era tanto la organización de la sociedad sino la constitución del derecho y la justicia, especialmente la defensa de los derechos humanos. Sabía que los gobernantes inevitablemente se corrompían por el poder y por ese motivo escribió en 1922:

¿Y si tropezamos con el Ave Fénix, con el gobernante perfecto? Como el gobernante perfecto ha de ser un hombre, no demos ocasión a que el tiempo cercene (y fatalmente ha de cercenarle) sus perfecciones. Que sirva en su único período, de modelo y de estímulo.

Varona nunca se dejó atrapar por una postura filosófica encerrada o una corriente en particular, de ahí radica su grandeza. Simpatizó la mayor parte de su vida con el positivismo sui generis que se manifestó en América Latina, pero también supo dejarlo a un lado y superarlo cuando comprendía sus limitaciones. Supo ganarse el prestigio en el ámbito intelectual iberoamericano, y sus obras y pensamiento quedarán como lo mejor en el ámbito filosófico y pedagógico del continente americano en toda la primera mitad del siglo XX.

## Obras
Fue autor de diversos estudios, libros, ensayos, sobre temas muy diversos, entre los que pueden citarse:
- Odas Anacreónticas (1868)
- Paisajes Cubanos (1879)
- La metafísica en la Universidad de La Habana (1880)
- Nociones de Lógica (1902)
- Poemitas en Prosa (1921)
- Desde mi Belvedere (1907)
- Violetas y Ortigas (1916)
- Ensayos Filosóficos de Estética y Crítica Literaria (1918)
- Emerson (1917)
- Por Cuba (Discursos) (1918)
- De la Colonia a la República (1919)
- Con el eslabón (1927)
- El imperialismo a la luz de la sociología (1933)

- Datos: Q5379737
- Multimedia: Enrique José Varona / Q5379737
- Textos: Autor:Enrique José Varona